# Flagge der NATO
Die Flagge der NATO besteht aus einem marineblauen (Panton 280) Feld, auf dem eine weiße Windrose mittig angebracht ist, von der vier weiße Linien abstrahlen. Die Flagge wurde am 14. Oktober 1953, vier Jahre nach der Gründung der NATO, angenommen. Sie hat ein Seitenverhältnis von 3:4.

## Geschichte
Die Organisation des Nordatlantikvertrages wurde am 4. April 1949 gegründet, nachdem 12 Länder den Nordatlantikvertrag unterzeichnet hatten, um der wahrgenommenen Bedrohung durch die Sowjetunion zu begegnen. Es vergingen drei Jahre, bis die NATO mit der Suche nach einem Emblem begann, das als Teil der NATO-Flagge verwendet und durch den Nordatlantikrat angenommen werden sollte. Diese Aufgabe übernahm die neugegründete Arbeitsgruppe Informationspolitik. 
Der Rat beschloss, dass das Design „schlicht und markant“ sein sollte, der „friedlichen Zielsetzung“ des Vertrages entsprechend; mehrere Vorschläge wurden abgelehnt. Das Emblem der NATO, ein blau-weißer Kompass auf dunkelblauem Hintergrund, wurde schließlich am 14. Oktober 1953 angenommen. Die Entscheidung wurde durch Hastings Ismay, 1. Baron Ismay – erster Generalsekretär der NATO – genau zwei Wochen später, am 28. Oktober, bekannt gegeben. Er beschrieb die Flagge als „einfach und harmlos“. Jedoch wurde die Flagge nicht überall gut angenommen und zog Kritik seitens des US-Kongressabgeordneten John Travers Wood auf sich, der die Flagge als „seltsamen und fremden Lappen“ bezeichnete. Er äußerte diese Bemerkung angesichts eines angeblichen Vorfalls im Hauptquartier des Supreme Allied Commander Atlantic in Norfolk (Virginia), wo die Flagge der Vereinigten Staaten Berichten zufolge durch die NATO-Flagge ersetzt wurde.
Die Flagge wurde erstmals anlässlich der Eröffnung der Atlantikausstellung am 9. November 1953 in Paris gehisst. Jedoch ist wenig über den Anlass bekannt, da die bei der Veranstaltung gehaltene Rede nicht mehr auffindbar war.

## Symbolik
Die Flaggenfarben haben kulturelle, politische und regionale Bedeutungen. Der marineblaue Hintergrund steht für den Atlantischen Ozean, während der Kreis um die Windrose gemeinsames Handeln der Mitglieder repräsentiert. Die weiße Windrose in der Mitte symbolisiert den gemeinsamen Kurs aller Mitglieder auf den weltweiten Frieden; sie wurde einmal geändert. Die vier Striche markieren die Himmelsrichtungen N, S, W und O.